# Предметні комісії закладу вищої освіти
Предметні комісії закладу вищої освіти утворюються для проведення вступних випробувань до аспірантури (ад’юнктури). 
Предметні комісії утворюються у складі Приймальної комісії закладу вищої освіти відповідно до наказу керівника закладу вищої освіти.
До складу предметних комісій включаються доктори філософії та доктори наук, які здійснюють наукові дослідження за відповідною спеціальністю та відповідають за виконання відповідної освітньо-наукової програми. 
До складу предметних комісій можуть входити також представники інших закладів вищої освіти (наукових установ) (за згодою), з якими укладено договори про ведення спільної наукової діяльності, та/або спільного керівництва дослідженнями аспірантів (ад’юнктів), та/або спільного виконання освітньо-наукової програми або якщо здійснюється підготовка докторів філософії за освітньо-науковою програмою, узгодженою між закладом вищої освіти і науковою установою. 
До складу предметної комісії з іноземної мови можуть включатися також особи, які не мають наукового ступеня і вченого звання, але вільно володіють відповідною іноземною мовою і за рішенням вченої ради можуть кваліфіковано оцінити рівень знання відповідної мови вступником.